# Грос Иле
Грос Исл (фр. Gros Islet, енгл. Large Island ) је заједница у близини северног врха острвске државе Свете Луције, у четврти Грос Иле. Првобитно мирно рибарско село, постало је једна од популарнијих туристичких дестинација на острву Света Луција.
Првобитно место је насељено од стране домородаца познатим под именом Кариб (и вероватно Аравака), област је први пут идентификована као Грос Иле на француској мапи из 1717. године. Заједница је била римокатоличка парохија, а први свештеници који су стигли на острво населили су се у селу 1749. године.
Године 1778. избио је Англо-француски рат између Француске и Велике Британије. Као део сукоба, британска краљевска морнарица је заузела острво Света Луција и изградила поморску базу у заливу Грос Ајлет 1782. године, привремено променивши име у Форт Родни. Острво је мењало руке између Британаца и Француза током свог постојања.
Између 1991. и 2001. године становништво је порасло за 54% што је био највећи пораст у земљи. Године 2001. број становника Грос Илеа је износило 19.409 људи, што га чини другом најнасељенијом заједницом на Светој Луцији, у односу на број од 13.505 по попису из 1991. и 10.164 на попису из 1980. године.[6] Од тог броја било је 9.307 мушкараца и 10.102 жена.
Оближња мочвара мангрова је ископана да би се формирала марина Родни Беј, а од тада су изграђени многи хотели, одмаралишта и виле. Међутим, старо село Грос Иле је и даље округ који се развија.
У септембру 2011. године, парламентарни представник за ову област, Ленард Монтут, саветовао је да би изборна јединица могла постати други град Свете Луције, ако проширење области буде напредовало у складу са планом развоја.